# 聖通寺
聖通寺（しょうつうじ）は、香川県綾歌郡宇多津町にある寺院。真言宗御室派に属する。山号は壺平山。本尊は沖薬師如来と称する薬師如来。さぬき三十三観音霊場三十一番。

## 歴史
伝承によれば、天平年間（8世紀半ば）行基によって釈迦院として創立され、貞観10年（868年）、聖宝（理源大師）が再興して寺号を自らの名から聖通寺宝光院と改めたという。本尊の石造薬師如来像（沖薬師如来）は、寺伝によれば聖宝が当寺を再興した際、漁師の網にかかって海中から引き揚げられたものとされ、像にはフジツボが付着している。
寺は坂出市と宇多津町にまたがる聖通寺山（標高117.8メートル）の西麓に位置する。聖通寺山は、もとは瀬戸内海に突きだした岬であったとされ、旧石器時代から人が生活していた。頂上には積石塚古墳があり、室町時代には聖通寺城が築かれた。

## 境内
- 本堂：石造薬師如来像
- 大師堂：中央に弘法大師、向かって左に理源大師。同右に愛染明王坐像、同右脇陣に釈迦如来坐像
- 観音堂（重文収蔵庫）：千手観音立像
- 不動堂：観音立像、両脇に不動明王立像と毘沙門天立像
- 弁財天祠
- 鐘楼
- 客殿・納経所

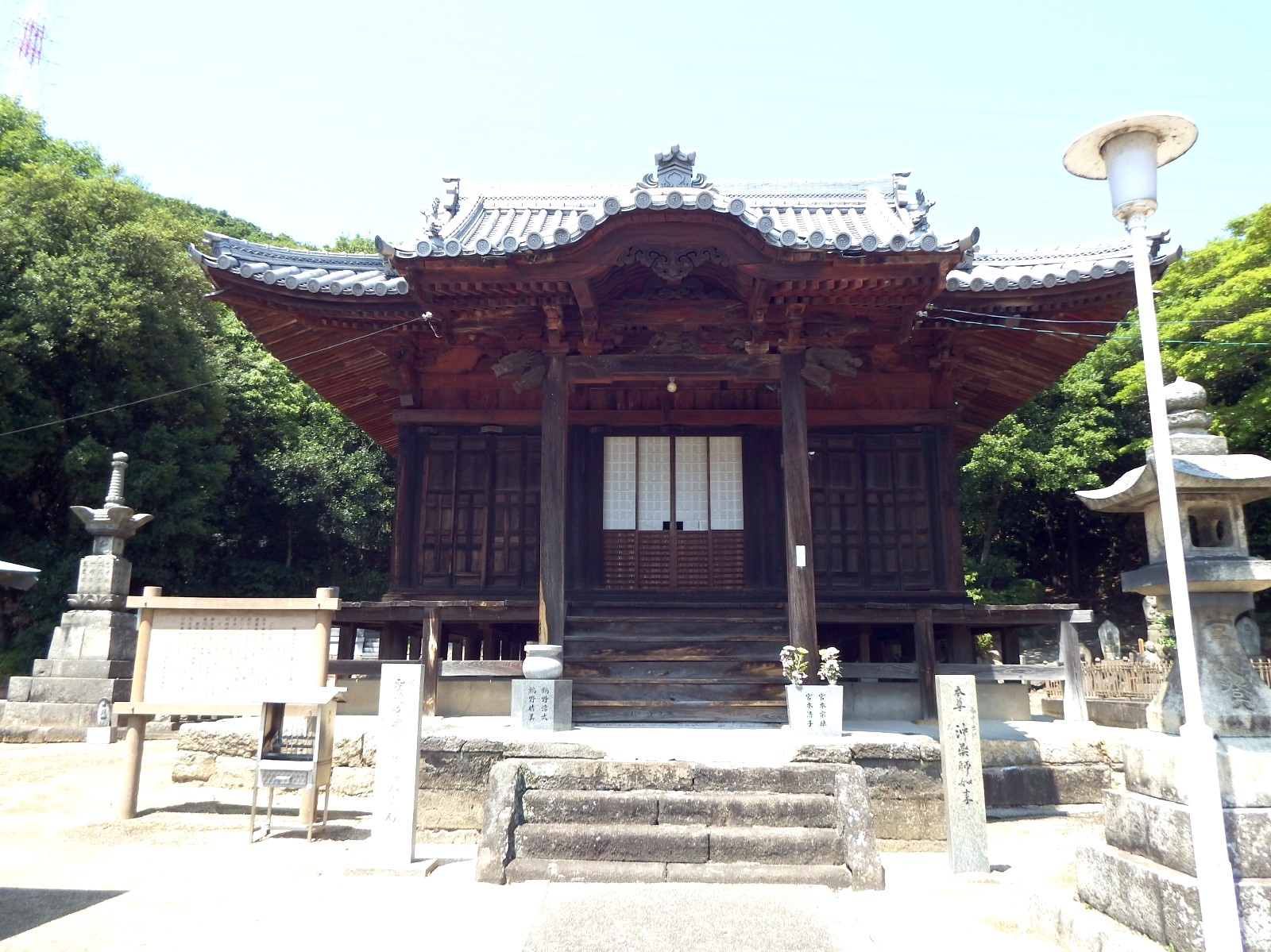
本堂
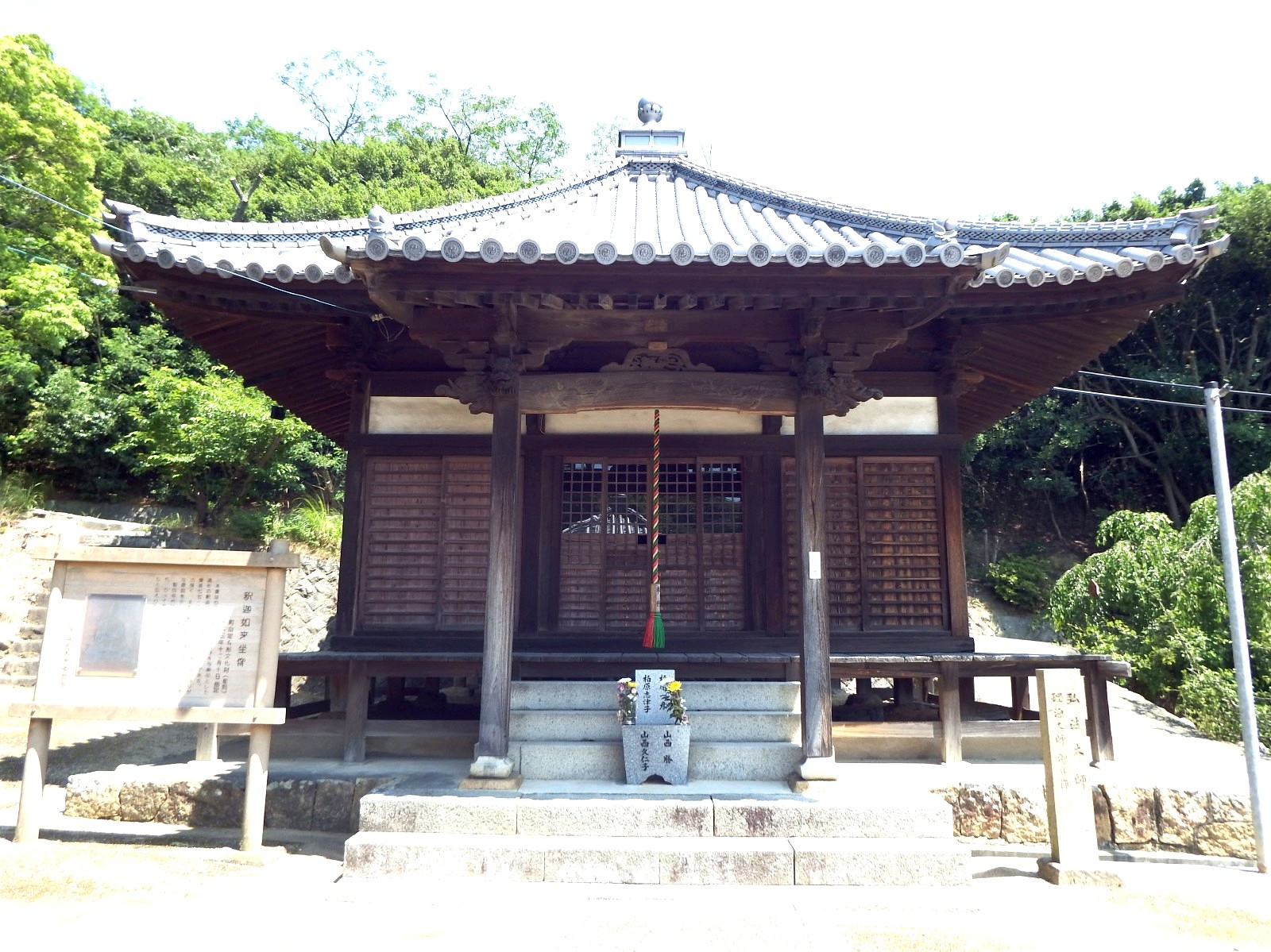
大師堂
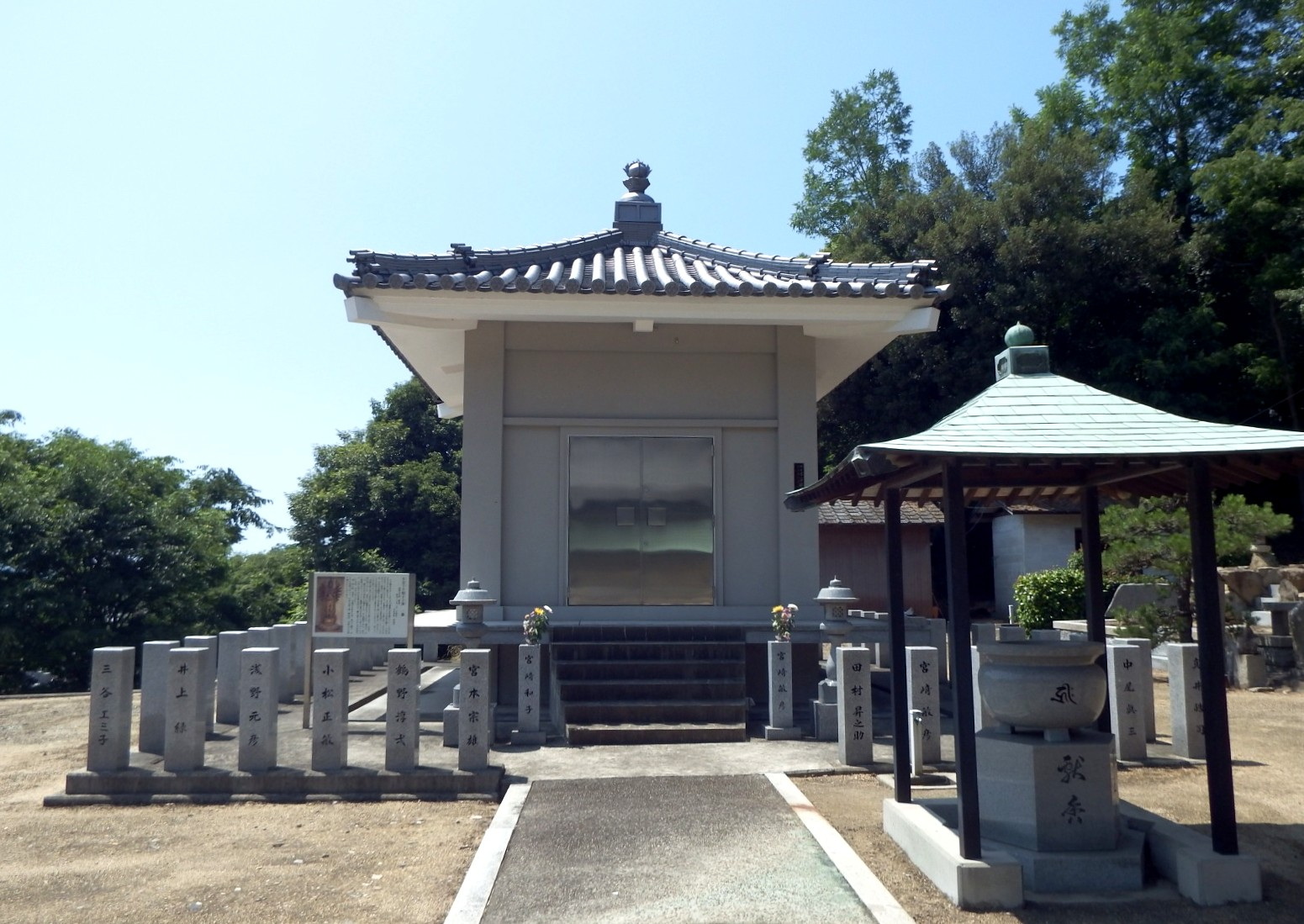
観音堂
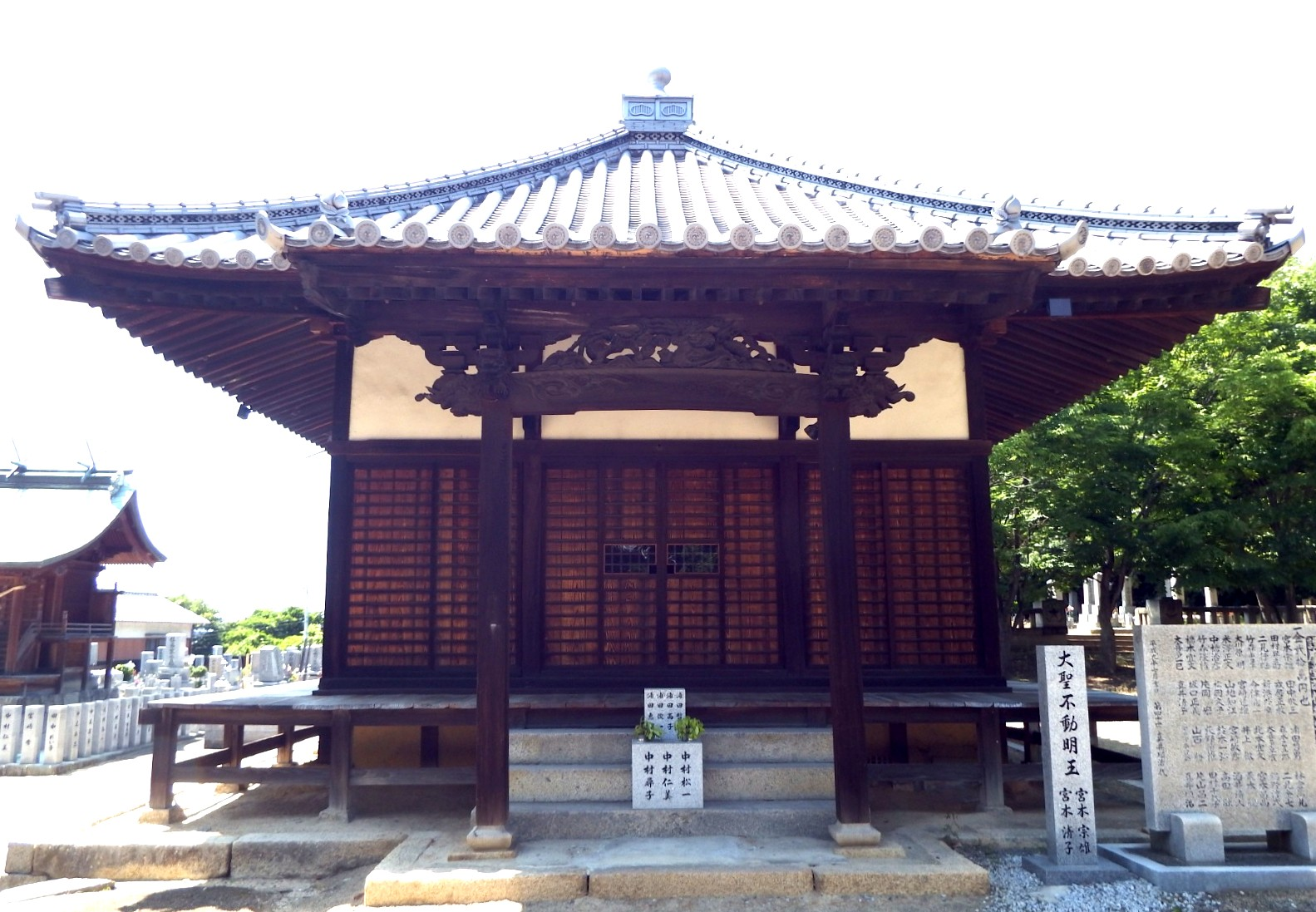
不動堂
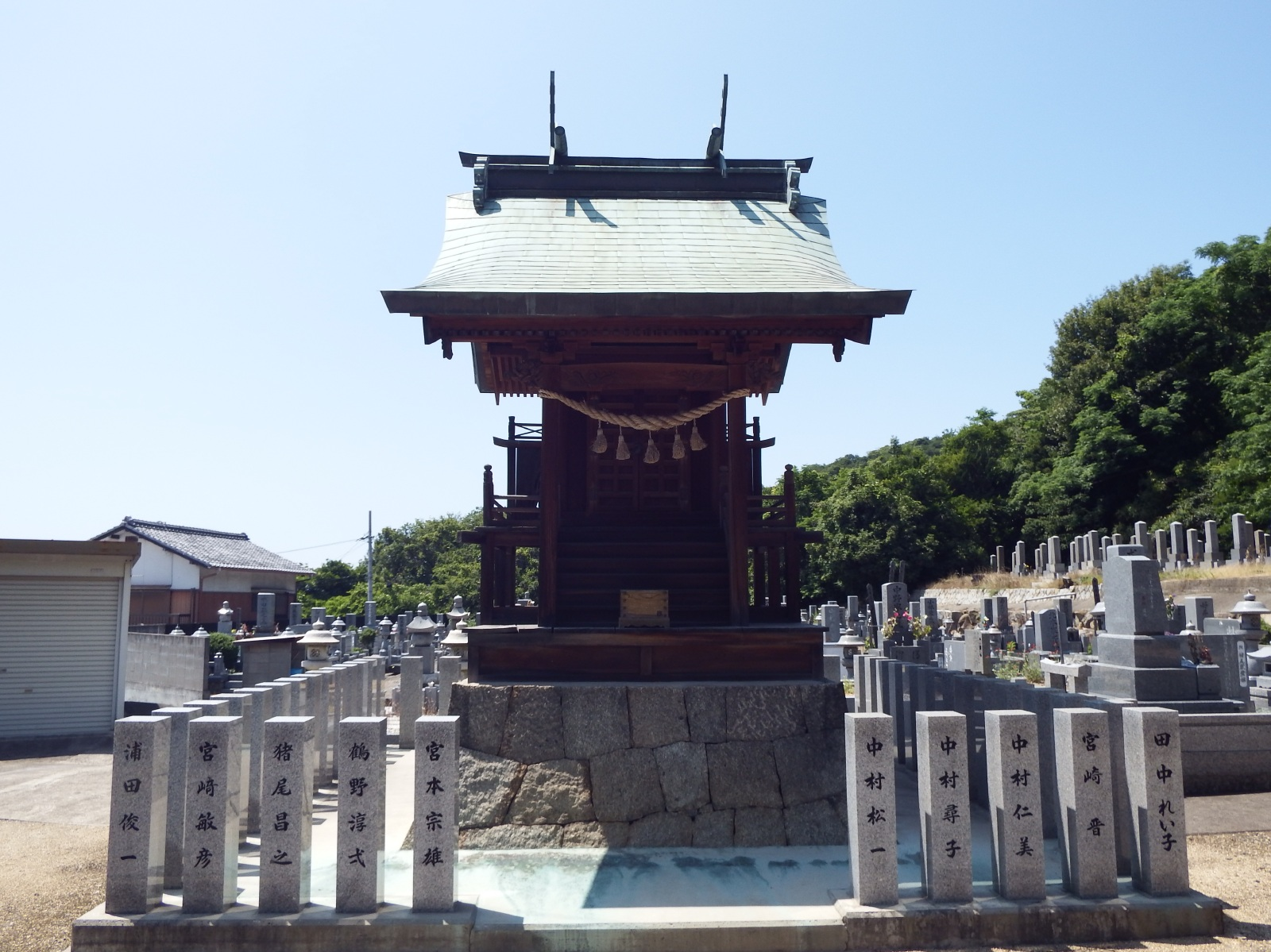
弁財天祠

## 文化財

### 重要文化財
- 木造千手観音立像：宇多津町にある唯一の国の重要文化財。針葉樹材の一木造り、漆箔仕上げ、高さ185cmの像。頭上に11面の頭上面と阿弥陀の化仏（けぶつ）を表し、合掌手を含めて42臂とする通例の千手観音像である。寺伝では平安初期に空海（弘法大師）の自作とするが、両脚部などに翻波式の衣文がみられることから、平安中期（10世紀頃）の制作と推測されている。頭上面と脇手は江戸時代の後補。もともとは、宇夫階神社（町内西横丁）の別当東端山蓮花院神宮寺の本尊が、明治維新の廃仏毀釈で神宮寺が廃寺になった際に、移安になったとされる[4][5][6]。昭和30年2月2日指定

### 宇多津町指定有形文化財
- 本堂：承応2年、本瓦葺入母屋造り。昭和53年3月31日指定[7]。
- 石造薬師如来像：像高1.15m。海中より引き揚げられたとの伝承で「沖薬師」と云われている。昭和53年3月31日指定
- 木造釈迦如来坐像：榧材の一木造り、像高77.8cm、平安時代前期（10世紀）作とみられる。平成3年12月10日指定

## 交通アクセス
JR予讃線宇多津駅から東に１㎞進んだ聖通寺山の西腹に位置する。宇多津駅より徒歩15分。

## 前後の札所
さぬき三十三観音霊場
30 圓通寺 -- (1.5km)-- 31 聖通寺 -- (4.0km)-- 32 龍光院